# جياني فورت
جياني فورت (بالإنجليزية: Gianni Forte)‏ هو مصور بريطاني، ولد في 1972.